# リング・オシレータ

3段のNOTゲートで構成されたリング・オシレータ

リング・オシレータ (ring oscillator) は、全体として負（-1以下）のゲインを持つ複数個の遅延要素（典型的には奇数個のNOTゲート）をリング状に結合した構成をもつ発振回路である。
奇数個のNOTゲート（インバータ）を用いる構成では、各インバータの出力が鎖状に別のインバータに入力され、最終段のインバータの出力は初段のインバータに入力されており、全体としてリング構造になっている。奇数個のインバータ鎖は、全体として入力の論理否定となる。各インバータは有限の遅延時間をもつため、初段インバータへの入力から有限の遅延時間後に最終段のインバータが初段入力の論理否定を出力し、これが再び初段インバータに入力される。このプロセスが繰り返されることで発振する。

インバータを偶数個にすると、最終段の出力が初段の入力と同じになるため発振はおこらない。しかしながら、偶数個のインバータ・リングは２通りの安定状態をもち、Static Random Access Memory (SRAM) の基本素子として用いられる。（双安定マルチバイブレータ）

## リング・オシレータの構成
リング・オシレータには、奇数個のインバータによるもの以外に以下に示すような構成がある。
差動アンプによるリング・オシレータ遅延要素として差動アンプを用いたもの。差動アンプは一般的な論理ゲートに比べて高速動作が可能であり、また電源ノイズ等に強いことから、高周波回路用の発振回路では多用される。配線のつなぎ替えのみでアンプと反転アンプの変換が行えるため、偶数個の差動アンプによるリング・オシレータも容易に作成可能。
gated ring oscillatorインバータ・リングの中に、NANDゲートやNORゲートを挿入し、発振器のOn/Offや位相の制御を簡単に行えるようにしたもの。CDR回路等に用いられる。
voltage controlled ring oscillator外部からの電圧入力によって、リング・オシレータの発振周波数を制御できるようにしたもの。典型的には、リングを構成するインバータの電源電圧を調整することで、各インバータの遅延時間を変化させる。集積回路上で大きな面積を占めるインダクタやキャパシタを必要としないことから、SoC用の電圧制御発振器としてよく用いられる。

## 位相雑音およびジッタ
発振回路では、発振周波数のゆらぎ（位相雑音）、あるいは出力波形の時間的な揺らぎ（ジッター）を少なくすることが求められる。
CR発振回路やLC発振回路等の共振現象を利用した発振回路では外部からのノイズによる位相ずれが自動的に補償されるのに対して、リング・オシレータは外部ノイズによって生じた位相ずれがそのまま蓄積されるため位相雑音およびジッタが大きいという問題がある。実際の回路では、リング・オシレータをそのまま用いることはまれで、たいていの場合、位相同期回路等のフィードバック回路を用いて、位相雑音を減らしている。